# Comuna Stejaru, Tulcea
Stejaru este o comună în județul Tulcea, Dobrogea, România, formată din satele Mina Altân Tepe, Stejaru (reședința) și Vasile Alecsandri.

## Demografie
Componența etnică a comunei Stejaru
     Români (89,61%)
     Alte etnii (10,39%)
Componența confesională a comunei Stejaru
     Ortodocși (89,05%)
     Alte religii (0,4%)
     Necunoscută (10,55%)
Conform recensământului efectuat în 2021, populația comunei Stejaru se ridică la 1.242 de locuitori, în scădere față de recensământul anterior din 2011, când fuseseră înregistrați 1.570 de locuitori. Majoritatea locuitorilor sunt români (89,61%). Din punct de vedere confesional, majoritatea locuitorilor sunt ortodocși (89,05%), iar pentru 10,55% nu se cunoaște apartenența confesională.

## Politică și administrație
Comuna Stejaru este administrată de un primar și un consiliu local compus din 9 consilieri. Primarul, Enache Dumitru[*], de la Partidul Național Liberal, este în funcție din octombrie 2020. Începând cu alegerile locale din 2024, consiliul local are următoarea componență pe partide politice:
|  | Partid                     | Consilieri | Componența Consiliului | Componența Consiliului | Componența Consiliului | Componența Consiliului | Componența Consiliului |
|  | -------------------------- | ---------- | ---------------------- | ---------------------- | ---------------------- | ---------------------- | ---------------------- |
|  | Partidul Național Liberal  | 5          |                        |                        |                        |                        |                        |
|  | Partidul Social Democrat   | 2          |                        |                        |                        |                        |                        |
|  | Alianța Național Țărănistă | 2          |                        |                        |                        |                        |                        |